# Aleixo Garcia
Aleixo Garcia (ur. ?, zm. 1525) – portugalski podróżnik, pierwszy eksplorator Paragwaju i Boliwii.
W roku 1516 Garcia brał udział w wyprawie Juana Diaza de Solisa i należał do zaginionej załogi statku, który rozbił się u wybrzeży Brazylii w pobliżu wyspy Santa Catarina. Inne źródła podają, iż dowodził własną wyprawą. Z rozbitkami wyruszył w głąb kontynentu, wzdłuż rzeki Iguaçu do Parany. Zatrzymał się u jej zbiegu z rzeką Paragwaj, gdzie zyskał przychylność tutejszych plemion Guarani. Od nich dowiedział się o istnieniu na zachodzie Białego Króla i o Srebrnej Górze. 

W 1524 roku wraz z grupą 2000 Indian Guarani, wyruszył na zachód przechodząc przez Gran Chaco aż do inkaskiej prowincji Characas w Boliwii. Tam pokonał kilka oddziałów inkaskich zdobywając parę miast i wielkie łupy. W obliczu nadchodzącej armii inkaskiej wycofał się nad Paranę.
W 1525 roku nad rzeką Paragwaj został zabity przez Indian, gdy chciał zorganizować kolejną wyprawę. Historię jego życia spisał syn podróżnika.